# Corrent d'Oyashio

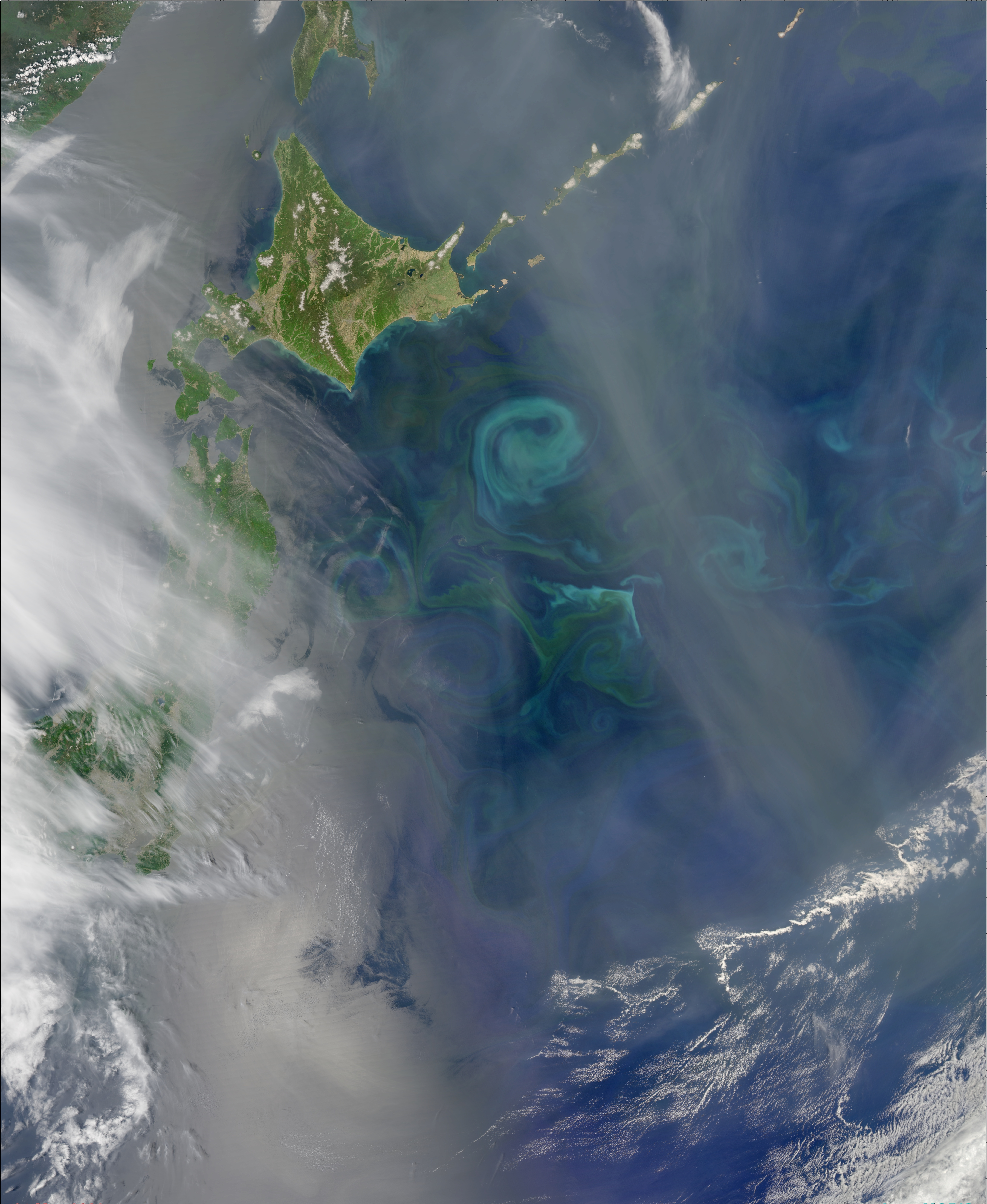
El corrent d'Oyashio xocant amb el corrent de Kuroshio. A la imatge es poden veure remolins i canvis de coloració causada per la concentració de clorofil·la fitoplantònica.

El corrent d'Oyashio (親潮 Oya Siwo) és un fred corrent oceànic subàrtic que circula en sentit contrari a les agulles del rellotge en el sud del Pacífic Nord. Aquest corrent xoca amb el Corrent de Kuroshio a l'est del Japó formant el Corrent del Pacífic Nord.
L'aigua del corrent d'Oyashio prové de l'oceà Àrtic i fluïx al sud seguint la costa primer de la península de Kamtxatka, després de les Illes Kurils i finalment fins l'Illa d'Hokkaido, on xoca amb el corrent càlid ascendent d'Oyashio, provocant remolins i proliferació de plàncton, tal com es veu a la imatge de sota.